# Falcons de Bowling Green

Ancien logo

Les Falcons de Bowling Green (en anglais : Bowling Green Falcons) sont un club omnisports universitaire qui se réfèrent aux 18 équipes sportives (7 masculines et 11 féminines) de l'université d'État de Bowling Green située à Bowling Green dans l'État de l'Ohio.
Les équipes des Falcons participent aux compétitions universitaires organisées par la National Collegiate Athletic Association et sont membres de la Mid-American Conference, à l'exception de l'équipe masculine de hockey sur glace qui concourt dans la Central Collegiate Hockey Association (CCHA) et de l'équipe masculine de football (soccer) qui concourt dans la Missouri Valley Conference (MVC). L'équipe de football américain participe au championnat de la NCAA Division I Football Bowl Subdivision (FBS), le plus haut niveau universitaire.
Bowling Green est une des quinze universités des États-Unis possédant une équipe en NCAA Division I FBS et en Division I de hockey sur glace.
Les principaux rivaux des Falcons sont les Rockets de l'université de Toledo dont les campus ne sont séparés que de 32 kilomètres par l'Interstate 75 située dans le nord-ouest de l'Ohio. La rencontre entre les équipes de football américain est dénommé « Battle of I-75 ». À l'origine, le vainqueur du match se voyait remettre le trophée dénommé « Peace Pipe », un calumet de la paix amérindien placé sur un socle en bois, mais depuis la saison 2011, le trophée représente une réduction d'un panneau routier de l'Interstate-75 en bronze.
En 1984, l'équipe de hockey sur glace a remporté le titre national de la NCAA en battant en finale l'université du Minnesota à Duluth. Ce match est le plus long de l'histoire des finales du championnat NCAA de hockey,, , le titre national en Division I est le premier et dernier de l'histoire de Bowling Green.

## Sports représentés
| Hommes (7)                                  | Femmes (11)       |
| ------------------------------------------- | ----------------- |
| Baseball                                    | Athlétisme †      |
| Basketball                                  | Basketball        |
| Cross country                               | Cross country     |
| Football (soccer)                           | Football (soccer) |
| Football américain                          |                   |
| Golf                                        | Golf              |
| Hockey sur glace                            | Gymnastique       |
|                                             | Natation/Plongeon |
|                                             | Softball          |
|                                             | Tennis            |
|                                             | Volley-ball       |
| † – Athlétisme en salle et/ou en plein air. |                   |

## Football américain

### Descriptif en début de saison 2025
- Couleurs :   (orange et brun)

- Dirigeants :
  - Directeur sportif : Derek Van der Merwe
  - Entraîneur principal : Eddie George, 1re saison, bilan : 0 - 0

- Stade
  - Nom : Doyt Perry Stadium
  - Capacité : 24 000
  - Surface de jeu : pelouse artificielle (Fieldturf)
  - Lieu : campus,  Bowling Green, Ohio

- Conférence :
  - Actuelle : Mid-American Conference, East Division (depuis 1952)
  - Ancienne : 
    - Indépendants (1919–1920)
    - Northwest Ohio League (en) (1921–30)
    - Indépendants (1931–32)
    - Ohio Athletic Conference (1933–41)
    - Indépendants (1942–51)

- Internet :
  - Nom site Web : BGSUFalcons.com
  - URL : https://bgsufalcons.com/sports/football/

- Bilan des matchs :
  - Victoires : 570(56,5%)
  - Défaites : 432
  - Nuls : 52

- Bilan des Bowls :
  - Victoires : 5 (33,3%)
  - Défaites : 10
  - Nuls : 0

- College Football Playoff : -

- Titres :
  - Titres nationaux (reconnu NCAA) : 0
  - Titre réclamé par BGSU : 1 (1959 en NCAA Div. II[5]
  - Titres de conférence : 17 (12 en MAC, 5 en Northwest Ohio League)
  - Titres de la division East de la MAC : 6

- Joueurs :
  - Vainqueurs du Trophée Heisman : 0
  - Sélectionnés All-American : 0

- Hymne :
  - Forward Falcons
  - Ay Ziggy Zoomba
- Mascotte : Freddie and Frieda Falcon (en)
- Fanfare : Falcon Marching Band (en)

- Rivalités :
  - Kent State, Anniversary Award (en)
  - Rockets de Toledo, Battle For I-75 (en)

### Palmarès
- Titre national :

Bowling Green a été désigné champion national des petites universités en 1959 (en) par l'AP et UPI en 1959.
| Saison | Entraîneur | Agences de cotation | Bilan | Matchs de conférence |
| ------ | ---------- | ------------------- | ----- | -------------------- |
| 1959   | Doyt Perry | AP, UPI             | 9-0   | 6-0                  |
- Titre de conférence :

Bowling Green a remporté ou partagé 17 titres de champion de conférence dont 12 dans la Mid-American.
| Saison | Conférence                 | Entraîneur          | Bilan global | Bilan de conférence |
| ------ | -------------------------- | ------------------- | ------------ | ------------------- |
| 1921   | Northwest Ohio League (en) | Earl Krieger (en)   | 3–1–1        | -                   |
| 1922   | Northwest Ohio League (en) | Allen Snyder (en)   | 4–2–1        | -                   |
| 1925   | Northwest Ohio League (en) | Warren Steller (en) | 3–1–3        | -                   |
| 1928   | Northwest Ohio League (en) | Warren Steller (en) | 5–0–2        | -                   |
| 1929   | Northwest Ohio League (en) | Warren Steller (en) | 4–2–1        | -                   |
| 1956   | Mid-American Conference    | Doyt Perry (en)     | 8–0–1        | 5–0–1               |
| 1959   | Mid-American Conference    | Doyt Perry (en)     | 9–0          | 6–0                 |
| 1961   | Mid-American Conference    | Doyt Perry (en)     | 8–2          | 5–0–1               |
| 1962   | Mid-American Conference    | Doyt Perry (en)     | 7–1–1        | 5–0–1               |
| 1964   | Mid-American Conference    | Doyt Perry (en)     | 9–1          | 5–1                 |
| 1965   | Mid-American Conference    | Bob Gibson (en)     | 7–2          | 5–1                 |
| 1982   | Mid-American Conference    | Denny Stolz (en)    | 7–5          | 7–2                 |
| 1985   | Mid-American Conference    | Denny Stolz (en)    | 11–1         | 9–0                 |
| 1991   | Mid-American Conference    | Gary Blackney (en)  | 11–1         | 8–0                 |
| 1992   | Mid-American Conference    | Gary Blackney (en)  | 10–2         | 8–0                 |
| 2013   | Mid-American Conference    | Dave Clawson (en)   | 10–3         | 7–1                 |
| 2015   | Mid-American Conference    | Dino Babers (en)    | 10–3         | 7–1                 |
- Champions de division :

Bowling Green a remporté six titres de division dont deux à égalité (†)
| Saison | Conférence                  | Division | Entraîneur          | Finale de conférence              | Finale de conférence              |
| ------ | --------------------------- | -------- | ------------------- | --------------------------------- | --------------------------------- |
| Saison | Conférence                  | Division | Entraîneur          | Adversaire                        | Résultat                          |
| 1998   | Western Athletic Conference | Mountain | Fisher DeBerry (en) | Cougars de BYU                    | G, 20–13                          |
| 2003   | Mid-American Conference     | West     | Gregg Brandon       | Miami (OH)                        | P, 27–49                          |
| 2005†  | Mid-American Conference     | West     | Gregg Brandon       | Battu au départage par Akron      | Battu au départage par Akron      |
| 2007†  | Mid-American Conference     | West     | Gregg Brandon       | Battu au départage par Miami (OH) | Battu au départage par Miami (OH) |
| 2013   | Mid-American Conference     | West     | Dave Clawson        | Northern Illinois                 | G, 47–27                          |
| 2014   | Mid-American Conference     | West     | Dino Babers         | Northern Illinois                 | P, 17–51                          |
| 2015   | Mid-American Conference     | West     | Dino Babers         | Northern Illinois                 | G, 34–14                          |

### Bowls
Bowling Green a participé à 15 bowls universitaires et en a remporté 5 pour 10 défaites. 
| Saison | Bowl                | Adversaire       | Résultat |
| ------ | ------------------- | ---------------- | -------- |
| 1982   | California Bowl     | Fresno State     | P, 28–29 |
| 1985   | California Bowl     | Fresno State     | P, 7–51  |
| 1991   | California Bowl     | Fresno State     | G, 28–21 |
| 1992   | Las Vegas Bowl      | Nevada           | G, 35–34 |
| 2003   | Motor City Bowl     | Northwestern     | G, 28–24 |
| 2004   | GMAC Bowl           | Memphis          | G, 52–35 |
| 2007   | GMAC Bowl           | Tulsa            | P, 7–63  |
| 2009   | Humanitarian Bowl   | Idaho            | P, 42–43 |
| 2012   | Military Bowl       | San Jose State   | P, 20–29 |
| 2013   | Little Caesars Bowl | Pittsburgh       | P, 27–30 |
| 2014   | Camellia Bowl       | South Alabama    | G, 33–28 |
| 2015   | GoDaddy Bowl        | Georgia Southern | P, 27–58 |
| 2022   | Quick Lane Bowl     | New Mexico State | P, 19–24 |
| 2023   | Quick Lane Bowl     | Minnesota        | P, 24–30 |
| 2024   | 68 Ventures Bowl    | Arkansas State   | P, 31–38 |

### Rivalités
| Équipe rivale                | Surnom de la rivalité                        | Trophée de la rivalité                                            | Bilan des Falcons | Bilan des Falcons | Bilan des Falcons | Bilan des Falcons | Bilan des Falcons | Premier match | Dernier match |
| ---------------------------- | -------------------------------------------- | ----------------------------------------------------------------- | ----------------- | ----------------- | ----------------- | ----------------- | ----------------- | ------------- | ------------- |
| Équipe rivale                | Surnom de la rivalité                        | Trophée de la rivalité                                            | Nb.               | V.                | D.                | N.                | %                 | Premier match | Dernier match |
| Golden Flashes de Kent State | Anniversary Award (en)                       | Anniversary Award (en)                                            | 92                | 24                | 62                | 6                 | 26,1              | 1920          | 2024          |
| Rockets de Toledo            | The Black Swamp Showdown (en) Battle of I-75 | Peace Pipe Trophy (1980-2010) Battle of I-75 Trophy (depuis 2011) | 89                | 42                | 43                | 4                 | 47,2              | 1919          | 2024          |

### Kent State
L'Anniversary Award (en) est le nom du match de rivalité opposant Bowling Green à Kent State ainsi que le nom du trophée remis au vainqueur du match. Les deux universités situées dans le nord de l'Ohio, ont toutes deux été créées en 1910, Bowling Green étant au nord ouest de l'État et Kent State au nord est. La série a commencé en 1920, année où Kent State a créé son équipe de football américain. Le trophée a été introduit en 1985 pour commémorer les 75 ans de la création des deux universités,,.

### Toledo
Bowling Green et Toledo entretiennent une rivalité, surnommée « La Bataille de l'I-75 », remonte à 1924 lorsque l'université de Bowling Green contesta la participation du capitaine de Toledo, Gilbert Stick, après avoir découvert que ce dernier jouait également pour une l'locale de Genoa, dans l'Ohio. Le règlement de la conférence ne l'interdisant pas, la protestation de Bowling Green fut rejetée.
En 1950, des rumeurs se répandant concernant une tentative d'enlèvement par des étudiants de Bowling Green de la mascotte de Toledo à l'occasion d'un match de basket, le directeur sportif de Toledo a décidé de vendre des billets plus chers aux supporters des Falcons. Un autre incident a lieu l'année suivante, lorsqu'une bagarre éclata après un coup violent porté par un joueur des Falcons sur le fullback Mel Triplett. Don Greenwood, alors entraîneur de Toledo, participa à la bagarre et démissionna, l'université ne l'ayant pas soutenu. Selon Greenwood, les officiels auraient dû siffler une pénalité pour brutalité excessive, et il avait le devoir de protéger ses joueurs.